# Asociación Guías Argentinas
L'Asociación Guías Argentinas (AGA, in italiano Associazione Guide Argentine), è l'organizzazione nazionale del Guidismo in Argentina. Questa conta 4.894 membri (nel 2003). Il Guidismo fu introdotto in Argentina nel 1915. L'organizzazione fondata nel 1953 diventa un membro associato del WAGGGS nel 1957 e membro effettivo nel 1963.

## Promessa
Por mi honor y con la Gracia de Dios,
prometo hacer todo lo posible para
Cumplir mis deberes para con Dios y mi Patria,
Ayudar al prójimo en todas las circunstancias y
Observar la Ley Guía.

## Legge della Guida
- La Guía es digna de toda confianza.
- La Guía es leal y responsable.
- La Guía sirve y ayuda al prójimo sin esperar recompensas ni alabanzas.
- La Guía considera a todos como hermanos.
- La Guía es cortés.
- La Guía ve en la naturaleza la obra de Dios y la respeta.
- La Guía es obediente y disciplinada y nada hace a medias.
- La Guía es alegre y enfrenta las dificultades con serenidad.
- La Guía es económica y respeta el bien ajeno.
- La Guía es pura en sus pensamientos, palabras y obras.